# Basílica del Sagrado Corazón de Jesús (Puducherry)
La iglesia de Nuestra Señora de la Inmaculada Concepción (en tamil: தூய இருதய ஆண்டவர் பசிலிக்கா; en francés: Basilique du Sacré Cœur) situada en el bulevar sur de la ciudad de Puducherry en el territorio de Puducherry, India, es una muestra oriental de la arquitectura gótica. Contiene raras vidrieras que representan los acontecimientos de la vida de Cristo y de los santos de la iglesia católica. En los últimos años se ha convertido en uno de los lugares de peregrinación famosos para los cristianos. En el año 1895, el entonces arzobispo Mgr.Gandhi consagró la arquidiócesis de Pondicherry al Sagrado Corazón de Jesús. Quería construir una nueva iglesia en la devoción del Sagrado Corazón de Jesús. Rev. Padre Telesphore Welter, el párroco de Nellithope preparó el plan de construcción y el párroco de la catedral el padre Fourcaud comenzó la construcción de la nueva iglesia en 1902 en el lado sur de Pondicherry.